# Grzegorz Janusz (prawnik)
Grzegorz Julian Janusz – polski prawnik, profesor nauk humanistycznych.

## Życiorys
W 1975 ukończył studia prawnicze na Uniwersytecie Marii Curie-Skłodowskiej w Lublinie, w 1982 obronił pracę doktorską, w 1991 habilitował się na podstawie pracy zatytułowanej Polonia w Republice Federalnej Niemiec. W 2011 uzyskał tytuł profesora nauk humanistycznych. Był zatrudniony w Puławskiej Szkole Wyższej.
Pracuje na Uniwersytecie Marii Curie-Skłodowskiej w Lublinie, oraz jest wiceprezesem Polskiego Towarzystwa Nauk Politycznych i członkiem Komitetu Nauk Politycznych PAN.